# Мансуров, Николай Порфирьевич
Николай Порфирьевич Мансуров (1834—1892) — русский врач, дерматовенеролог, профессор Императорского Московского университета.

## Биография
Из дворян. Окончил 3-ю Московскую гимназию (1853) с серебряной медалью. Учился на медицинском факультете Московского университета (1853—1858). После окончания университета на средства Ф. И. Иноземцева отправлен за границу для изучения нового способа лечения сифилиса. Защитил (1862) диссертацию «О сифилизации как методе лечения конституции сифилиса» на степень доктора медицины. Занимал должность сверхштатного ординатора в Мясницком отделении больницы для чернорабочих.
После пробной лекции «О накожных болезнях» (1864) утверждён приват-доцентом кожных и венерических болезней (впервые в истории Московского университета). Мансуров первым в России начал читать систематический курс о сифилисе и кожных болезнях. Сначала вёл занятия в Бекетовской больнице, а с 1866 — в здании одной из клиник на Рождественке, где в его распоряжении была амбулатория. Избран экстраординарным профессором (1883) Московского университета и назначен заведующим госпитальной клиникой кожных и венерических болезней при Ново-Екатерининской больнице. Ординарный профессор (1892) кафедры сифилидологии и дерматологии Московского университета.
Автор множества научных работ, изучал поражение головного мозга при третичном сифилисе, сифилитические изменения фиброзных тканей и влагалищных сухожилий, меркуриализм, развивающийся при лечении сифилиса препаратами ртути. Мансурову принадлежит первое отечественное руководство по кожным болезням, издание первых в России клинических сборников по дерматологии и сифилидологии.
Член многих учёных обществ, как в России, так и за рубежом, в том числе Физико-медицинского общества, Общества русских врачей в Москве. Участвовал в издании «Московской медицинской газеты».
Был женат (с 20.10.1864, Вена) на княжне Елизавете Ильиничне Вадбольской (10.08.1838— ?), дочери князя Ильи Николаевича Вадбольского от брака его с Елизаветой Петровной Левенгаген.
Похоронен в Москве на Даниловском кладбище.
Главные труды:
- «К лечению сифилиса, практические замечания» (М., 1867, 2 изд., 1873)
- «Накожные болезни» (М., 1864—73; 2 изд., 1883)
- «О меркуриализме» (М., 1869)
- «Третичный сифилис, мозговые страдания и умопомешательства при нем и их лечение» (М., 1875; нем. перевод, Вена 1877)
- «Сифилис фиброзных тканей и влагалищных сухожилий» (М., 1881, на нем. яз. в «Vierteljahresschr. für Dermathologie», 1882)
- «О бактериях при сифилисе» (М., 1885), «Бациллы при разновидной эритреме» (М., 1885)
- «Клинический сборник по дерматологии и сифилидологии» (вып. I—III, М., 1886—89)
- «Лекции о болезнях кожи» (М., 1892)